# Martin Králik
Martin Králik (sinh 3 tháng 4 năm 1995) là một hậu vệ bóng đá Slovakia hiện tại thi đấu cho câu lạc bộ Fortuna Liga MŠK Žilina và Đội tuyển bóng đá U-21 quốc gia Slovakia.

## Sự nghiệp
Anh ra mắt chuyên nghiệp cho MŠK Žilina trước FC Nitra ngày 2 tháng 11 năm 2013.

## Sự nghiệp quốc tế
Králik được triệu tập để thi đấu hai trận giao hữu không chính thức tổ chức ở Abu Dhabi, UAE, vào tháng 1 năm 2017, trước Uganda và Thụy Điển. Anh ra mắt trước Uganda, được thi đấu hết trận. Slovakia thất bại với tỉ số 1–3. Tuy nhiên Králik không được ra sân trong trận thua 0–6 sau đó trước Thụy Điển.

## Danh hiệu

### MŠK Žilina
- Fortuna Liga: Vô địch: 2016-17